# Anoxia orientalis
Anoxia orientalis (Krynicki, 1832) è un coleottero appartenente alla famiglia degli scarabaeidae (sottofamiglia melolonthinae).

## Descrizione

### Adulto
A. orientalis, come tutti i melolonthini, presenta un corpo cilindrico e robusto. Le femmine presentano delle dentellature nelle prime due paia di zampe. É un coleottero di dimensioni medio-grandi, che può raggiungere i 34 mm di lunghezza, partendo da un minimo di 23. Sulle eitre presenta delle evidenti striature bianche e verticali. Il ventre, presenta invece meno pubescenza rispetto alle altre specie del genere Anoxia.. 

### Larva
Le larve hanno l'aspetto di grossi vermi a forma di "C". Presentano le 3 paia di zampe sclerificate, così come la testa.

## Biologia

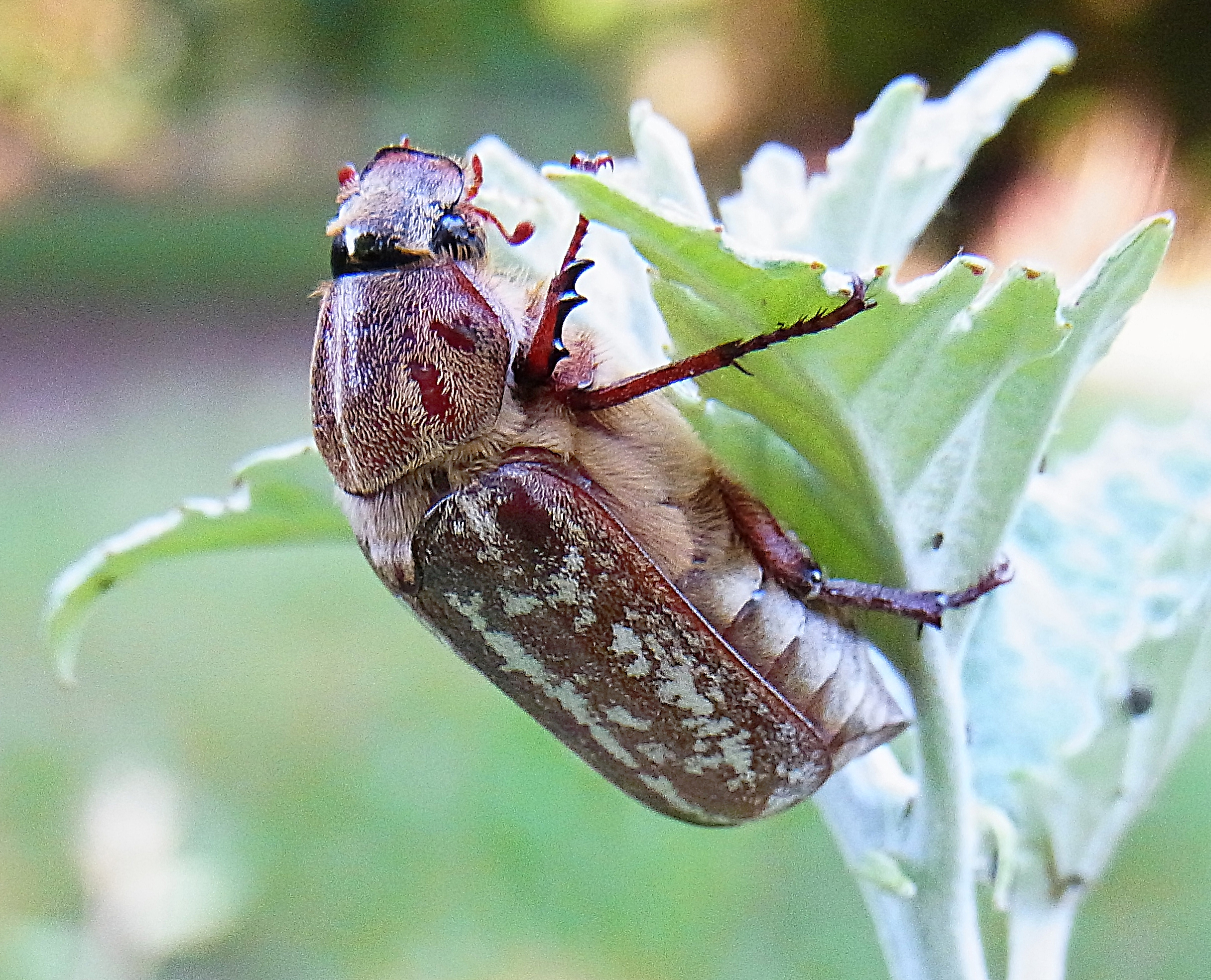

Gli adulti compaiono a giugno e sono attivi fino a fine luglio. Sono di abitudini notturne e si possono reperire lungo le coste, dove prevale un ambiente sabbioso e possono essere attratti dalle luci artificiali. Le larve si sviluppano nel terreno sabbioso nutrendosi di radici.

## Distribuzione
A. orientalis è diffusa nell'Europa centro-orientale, fino alla Russia meridionale. Si può inoltre rinvenire in Turchia e nel Vicino oriente. In Italia è reperibile solo in Toscana, Calabria e Sicilia.